# 糖タンパク質
糖タンパク質（とうたんぱくしつ、英: glycoprotein）とは、タンパク質を構成するアミノ酸の一部に糖鎖が結合したものである。動物においては、細胞表面や細胞外に分泌されているタンパク質のほとんどが糖タンパク質であるといわれている。複合糖質の一種である。
タンパク質のアミノ酸の修飾では、アスパラギンに結合したもの（N結合型）とセリンやスレオニンに結合したもの（O結合型、ムチン型）の2種類が頻繁に観察される。なお、修飾はゴルジ体で行われる。
糖タンパク質に結合している糖鎖を成す糖の種類はそれほど多くなく、よく見られるものはグルコース、ガラクトース、マンノース、フコース、N-アセチルグルコサミン、N-アセチルガラクトサミン、N-アセチルノイラミン酸、キシロースなど7~8種程度である。構造様式もある程度限られており、その中のわずかな構造の違いが識別され、精密に認識されて様々な生命現象が制御されている。
なお、糖タンパク質には広義の糖タンパク質と狭義の糖タンパク質が存在する。広義の糖タンパク質とは、糖とタンパク質が共有結合している分子のことである。狭義の糖タンパク質とは、タンパク質に糖が修飾している分子のことであり、分子中の糖が占める割合はタンパク質の占める割合よりもかなり低い。広義の糖タンパク質に分類されるが狭義の糖タンパク質に分類されない分子として、プロテオグリカンがあり、ムチンも狭義の糖タンパク質から除外されることがある。また、両者は生体内での機能も大きく異なる。

## 広義の糖タンパク質の例
- 黄体形成ホルモン
- 卵胞刺激ホルモン
- 甲状腺刺激ホルモン
- ヒト絨毛性ゴナドトロピン
- アビジン
- カドヘリン
- プロテオグリカン
- ムチン